# La balada de Leithian
«La balada de Leithian» es un poema inconcluso del escritor británico J. R. R. Tolkien, publicado de forma póstuma por su hijo Christopher Tolkien en el libro Las baladas de Beleriand (publicación original de 1985 y en español de 1997 por Ediciones Minotauro). En él se canta la historia de amor entre el hombre mortal Beren y la doncella élfica Lúthien. El poema en sí consiste en unos 4.200 versos. Sus antecedentes se encuentran en la historia galesa de Culhwch y Olwen, recogida en los manuscritos del Libro Rojo de Hergest y el Libro Blanco de Rhydderch.

## Título
El título del poema, «Leithian», es una palabra élfica que se deriva de leithia, que significa ‘liberación’. El título tiene un gran parecido a la palabra Leithien, el nombre que Tolkien le daba a Inglaterra en las versiones primitivas de su legendarium. Esta similitud puede haber sido intencional. El autor tradujo el título como ‘la liberación de la esclavitud’, sin aclarar qué fue liberado de qué forma de esclavitud. Hay, en consecuencia, varias interpretaciones posibles.
Un significado probable del título se puede encontrar en uno de los momentos clave en el poema, el punto en que Beren toma uno de los Silmarils, las piedras mágicas de Fëanor, de la corona de Morgoth:

¡He aquí! la esperanza de los elfos,
el fuego de Fëanor,
Luz de la Mañana,
antes que el sol y la luna nacieran,
así el fin de la esclavitud llegó, por fin,
del hierro a la mano mortal pasó.
— Tolkien, 1997, «La balada de Leithian».

Este momento también es fundamental para la línea argumental de El Silmarillion, en el que se utiliza la piedra para llevar esperanza a los pueblos dispersos de la Tierra Media y es en última instancia, llevada a los cielos por el marinero Eärendil como un signo de que viene la salvación.
El nombre del poema, por lo tanto, es probablemente un intento de subrayar la importancia de la balada en relación con otros cuentos de la Primera Edad. Aunque el honor, la valentía y la venganza condujo a los ejércitos élficos a avanzar a la guerra contra Morgoth, solo el amor pudo superar todos los obstáculos para arrancar un Silmaril de la corona, ya que Beren robó el Silmaril de la corona de Morgoth para poder contraer matrimonio con Lúthien.
Otra interpretación es que Lúthien se libera de las ataduras de los eldar en el mundo físico (es decir, Arda). En El Silmarillion se dice que Lúthien es el único de los elfos que ha muerto en realidad, y dejó el mundo. Por el contrario, es fundamental para la concepción cristiana y católica de Tolkien de Arda, que los hombres, los hijos menores de Ilúvatar (Dios), por medio del «regalo [o don] de los hombres» (la muerte) son capaces de escapar de los confines del mundo. Hay que tener en cuenta como ejemplo el consuelo que ofrece el rey Elessar a su esposa, la elfa Arwen, en el lecho de muerte de este: «no estamos atados para siempre a los círculos del mundo».
De hecho, el tema de la liberación de la cárcel funciona como un hilo a lo largo de toda la historia: el escape de Lúthien de Doriath, su puesta en libertad en Nargothrond, con la ayuda de Huan, la liberación de Beren de la isla de Gaurhoth. En todos los casos es gracias al amor que logran liberarse: el amor de Lúthien por Beren le impulsa a buscar un escape de la prisión de su padre, el amor de Huan por Lúthien es lo que la libera de Nargothrond, y el rescate de Beren por Lúthien. Por lo tanto, la balada podría encontrar eco en la línea 2.978 del Canto X, cantado por Beren:

Tu amor me sacó de la triste esclavitud,
pero no de aquel temor exterior,
La mansión más oscura de todo temor,
será tu luz más maravillosa la que se lo lleve.
— Tolkien, 1997, «La balada de Leithian».

## Sinopsis
Después de la ruina de su país en la Batalla de la Llama Súbita, Beren huyó al reino élfico de Doriath. Allí conoció a la doncella élfica Lúthien y se enamoraron el uno del otro. Thingol, padre de Lúthien, no quería que su hija se casara con un hombre mortal. Por lo tanto, le pidió a Beren un Silmaril, una de las joyas sagradas que el señor oscuro Morgoth había robado a los elfos, como precio por la mano de su hija.
Con la ayuda de Huan y Finrod Felagund, Beren y Lúthien derrotaron a Sauron y llegaron a Angband, donde robaron un Silmaril de la corona de Morgoth. El poema termina inconcluso cuando se encuentran con el lobo Carcharoth a las puertas de Angband.

## Análisis
El poema, escrito en verso, consta de más de 4.200 líneas de tetrámeros yámbicos.

## Creando el poema
Tolkien trabajó en «La balada de Leithian» desde el verano de 1925 hasta septiembre de 1931, fecha en la que abandonó el poema con tan sólo trece de los diecisiete cantos planeados completos. Durante la composición del poema, Tolkien hizo muchos arreglos a las piezas ya creadas del poema, parcialmente basados en las críticas de su amigo C. S. Lewis, que había leído el poema en 1929. En la década de 1950, después de la publicación de El Señor de los Anillos, continuó trabajando en el poema, del que reescribió muchos pasajes, en especial el canto segundo, que amplió y dividió en dos. Sin embargo, nunca llegó a darle a la poesía una forma completa o definitiva.

## Publicación
En 1937 Tolkien envió la parte escrita de «La balada de Leithian», junto con una versión en prosa de la parte que aún no había terminado del poema, a su editor Allen & Unwin, que le había pedido más material de su mundo de ficción tras el éxito de El hobbit. Como Tolkien no añadió ninguna otra información sobre el texto, su editor, quien  consideró el poema como un intento de volver a contar la versión en prosa, creyó que se trataba de una historia celta. A pesar de elogiar la prosa criticó el poema por lo cual fue rechazado. En 1985, el poema fue publicado póstumamente en Las baladas de Beleriand, el tercer volumen de La historia de la Tierra Media. Las dos versiones del poema se publican de forma independiente, y Christopher Tolkien comenta su desarrollo en detalle.

## Adaptaciones
La banda austriaca Summoning, conocida por sus letras con temas de Tolkien, lanzó una canción titulada «Menegroth» que es una adaptación de parte de la balada.